# Batalla de Talamanca
La batalla de Talamanca (13 y 14 de agosto de 1714) fue una victoria del austracista Ejército de Cataluña al mando del Marqués del Poal sobre las tropas borbónicas de Felipe V al mando del conde de Montemar, en el actual municipio de Talamanca (Barcelona), en el marco de la Campaña de Cataluña (1713-1714) —última fase de la guerra de sucesión española—. El combate de Talamanca fue la última victoria militar del ejército austracista catalán que obligó a las fuerzas borbónicas a retirarse hasta Sabadell.

## La ofensiva para auxiliar Barcelona
Talamanca, junto con otras poblaciones de la montaña de la Cataluña Central, como Mura, era entonces un punto de importancia estratégica, ya que se dominaba el paso del collado de Estenalles, que conectaba la plana vallesana con la Cataluña interior. El coronel Antonio Desvalls y de Vergós, nombrado marqués del Poal y comandante supremo de todas las tropas austracistas en el exterior de Barcelona con acuartelamiento en Cardona, se encontraba con sus fuerzas en el castillo de Talamanca. Desde allí vio la llegada de las tropas borbónicas desde Mussarra, masía situada en el actual término municipal de Monistrol de Calders. Tanto el coronel Antonio Desvalls como el jefe borbónico conde de Montemar eran conocedores de la importancia de aquel territorio y ambos aspiraban a dominarlo, uno para mantener comunicaciones con la Barcelona asediada para intentar auxiliar la ciudad, y el otro para impedirlo. 

## La batalla
Las tropas borbónicas, comandadas por José Carrillo de Albornoz conde de Montemar, se encontraban en el llano de Mussarra, al noreste de Talamanca, donde instaló su puesto de mando. Los borbónicos sumaban más de 3000 hombres, menos de la mitad de ellos de caballería. La batalla comenzó el 13 de agosto, en la riera de Talamanca, y se prolongó hasta el día 14, con las tropas austracistas persiguiendo a los borbónicos hasta la vista de Sabadell, con enfrentamientos en Sant Llorenç Savall y Castellar del Vallès. La victoria del ejército austracista en la batalla se debió en buena parte al conocimiento de la complicada orografía del territorio y a la mejor visión sobre el escenario de la batalla. Entre sus mandos figuraban algunos de los oficiales más destacados que integraban el ejército del pretendiente Carlos en Cataluña: el coronel Pedro Bricfeus, el coronel Francisco Busquets y Mitjans y los coroneles de fusileros Armengol Amill, Juan Vilar y Ferrer y Ramón de Rialp. 
Las narraciones de la época hablan de unas 650 bajas, entre muertos y heridos, cifra elevada en la carta del marqués del Poal a los Consellers de Barcelona hasta 800 bajas borbónicas. No se puede precisar el número exacto de muertos, pero se calcula que aproximadamente murieron 100 hombres, 80 de los cuales borbónicos, y alrededor de 20 austracistas. El campo de batalla ha sido objeto de prospecciones arqueológicas y existe la intención de musealizar el mismo.

## Consecuencias
El resultado de la batalla fue la victoria de las tropas austracistas sobre las borbónicas y la retirada de estas hasta Sabadell. Reunidos los oficiales del ejército del Pretendiente en un Consejo de guerra en Olesa de Montserrat, decidieron proseguir la ofensiva para auxiliar a Barcelona rompiendo el asedio. Pero a pesar de que lo intentaron por todos los medios, incluso por mar, la intentona se vio frustrada. Pocos días después, el 12 de septiembre de 1714, la ciudad de Barcelona capituló ante las tropas borbónicas del mariscal de Francia, duque de Berwick. 
Tras el fracaso de la intentona para auxiliar a la ciudad asediada, las tropas austracistas en el exterior de la ciudad se replegaron a su acuartelamiento en la fortaleza de Cardona, de la que era gobernador Manuel Desvalls, hermano del coronel Antonio Desvalls. Finalmente, el 18 de septiembre de 1714, el gobernador de la plaza Manuel Desvalls rindió el castillo al conde de Montemar, dándose por concluidas todas las operaciones militares en el Principado de Cataluña. 